# روابط بحرین و بریتانیا
روابط بحرین و بریتانیا به روابط دوجانبه میان بحرین و بریتانیا اشاره دارد. بحرین دارای سفارتخانه‌ای در لندن است و بریتانیا یکی از تنها چهار کشور اروپایی است که در منامه سفارت دارد. بحرین در سال ۱۹۷۱ از بریتانیا استقلال یافت و از آن زمان تاکنون، روابط دیپلماتیک، نظامی و تجاری قوی خود را با بریتانیا حفظ کرده است.

## پیش‌زمینه

### قراردادهای اولیه
در آغاز قرن نوزدهم، بریتانیا که در آن زمان قدرت غالب منطقه بود، تلاش می‌کرد تا دزدی دریایی در خلیج فارس را برای تأمین مسیرهای تجاری دریایی به کمپانی هند شرقی در هند متوقف کند. در سال ۱۸۰۵، خاندان حاکم آل خلیفه پیشنهاد کردند که در ازای دریافت کمک‌های گاه‌به‌گاه از ناوهای توپدار بریتانیایی، از بریتانیا علیه ایرانیان حمایت کنند. این درخواست توسط نماینده بریتانیا در مسقط حمایت شد، اما دولت هند آن را رد کرد.
در سال ۱۸۱۶، ویلیام بروس، نماینده سیاسی بریتانیا (اقامتگاه خلیج فارس)، توافق‌نامه‌ای غیررسمی با آل خلیفه امضا کرد که در آن بریتانیا متعهد شد در جنگ بین عمان و بحرین بی‌طرف بماند. چهار سال بعد، بروس از تضمین توافق آتش‌بس بین بحرین و عمان خودداری کرد.
در سال ۱۸۲۰، بریتانیا معاهده عمومی دریایی را با رؤسای قبایل خلیج فارس، از جمله آل خلیفه (به درخواست آن‌ها)، امضا کرد. با امضای این معاهده، بریتانیا آل خلیفه را به عنوان «حاکمان مشروع» بحرین به رسمیت شناخت. در سال ۱۸۲۲، بریتانیا به‌طور مسالمت‌آمیز از وقوع جنگی قریب‌الوقوع بین بحرین و عمان جلوگیری کرد. بین سال‌های ۱۸۲۰ تا ۱۸۵۰، آل خلیفه بارها تلاش کردند تا مقامات بریتانیایی را متقاعد کنند که حمایت کامل از بحرین در برابر تهدیدات خارجی فراهم کنند، اما موفق نشدند. بریتانیا مایل بود که بحرین به عنوان یک کشور مستقل باقی بماند. این وضعیت در سال‌های ۱۸۵۹–۱۸۶۰ تغییر کرد؛ زمانی که حاکم آل خلیفه از ایرانیان و عثمانیان درخواست حمایت کرد و در سال ۱۸۶۱، الاحساء، یک واحه ساحلی در شرق عربستان را محاصره کرد. این اقدامات باعث شد که بریتانیا در سال ۱۸۶۱، حاکم بحرین را وادار به امضای توافق‌نامه صلح و دوستی دائمی کند. طبق این توافق‌نامه، حاکم بحرین متعهد شد که از جنگ، دزدی دریایی و برده‌داری در دریا خودداری کند و بریتانیا مسئول تأمین حفاظت دریایی شد. این معاهده همچنین حاکم آل خلیفه را به عنوان حاکم مستقل به رسمیت شناخت.
شش سال بعد، در سال‌های ۱۸۶۷–۱۸۶۸، نیروی دریایی بریتانیا پس از حمله بحرین به قطر مداخله کرد. پس از دو سال، در سال ۱۸۶۹، دوباره برای پایان دادن به یک نزاع داخلی بر سر قدرت مداخله کرد و عیسی بن علی آل خلیفه که در آن زمان ۲۱ سال داشت، به عنوان حاکم بحرین منصوب شد. در سال‌های بعد، بریتانیا کنترل بیشتری بر ارتباطات شیخ عیسی با قدرت‌های خارجی، به ویژه عثمانی‌ها که ادعای حاکمیت بر بحرین و قطر داشتند، اعمال کرد.
بین سال‌های ۱۸۷۸ تا ۱۸۸۰، بریتانیا در محافظت از بحرین در برابر دزدان دریایی که از سرزمین‌های تحت ادعای عثمانی فعالیت می‌کردند، ناکام ماند. همچنین، مانع دفاع شیخ عیسی از منطقه زباره، که مرکز تجارت و صید مروارید بود، شدند تا از درگیری با عثمانی‌ها که از شاخه تبعیدشده آل عبدالله حمایت می‌کردند، جلوگیری کنند. افزایش نفوذ عثمانی در منطقه، وضعیت موجود در بحرین را تهدید کرد و این مسئله سرهنگ ا.ث. راس، نماینده بریتانیا را بر آن داشت تا در ۲۲ دسامبر ۱۸۸۰ معاهده جدیدی با بحرین امضا کند.
این معاهده، حاکم بحرین را از مذاکره، امضای معاهده یا پذیرش هرگونه نمایندگی دیپلماتیک با قدرت‌های خارجی بدون رضایت بریتانیا منع کرد، به‌جز مکاتبات دوستانه معمولی و کم‌اهمیت. این معاهده اشاره‌ای به استقلال بحرین نکرد.
با افزایش فعالیت‌های عثمانی و نفوذ فرانسه در منطقه، بریتانیا در سال ۱۸۹۲ معاهده دیگری با بحرین امضا کرد که محدودیت‌های بیشتری بر روابط خارجی حاکم اعمال کرد. این معاهده همچنین مکاتبات جزئی که در معاهده ۱۸۸۰ مستثنا شده بود را نیز ممنوع کرد. معاهدات ۱۸۸۰ و ۱۸۹۲ عملاً بحرین را به یک «حمایت‌شدگی» (تحت الحمایگی) بریتانیا تبدیل کردند و کنترل دفاع و روابط خارجی را در اختیار بریتانیا قرار دادند. حاکم بحرین همچنین موظف بود که در امور داخلی نیز مشاوره‌های بریتانیا را بپذیرد.
در این دوره، بحرین مرکز عملیات تجاری بریتانیا در منطقه بود. بین سال‌های ۱۸۲۹ تا ۱۹۰۴، نمایندگی خلیج فارس بریتانیا یک دستیار در بحرین منصوب کرد. این پست ابتدا توسط افراد بومی اشغال می‌شد تا اینکه در سال ۱۹۰۰ یک انگلیسی به دلیل افزایش تجارت و جذب شرکت‌های بریتانیایی به این سمت منصوب شد. در این دوران، بریتانیا عمدتاً بر منافع تجاری خود تمرکز داشت و توجه کمی به امور داخلی بحرین می‌کرد.
مورخان، ثبات و رشد بحرین در نیمه دوم قرن نوزدهم را به سیاست‌های بریتانیا نسبت داده‌اند.

### افزایش حفاظت بریتانیا
در سال ۱۹۰۳، جرج کرزن، نایب‌السلطنه هند، از بحرین بازدید کرد و بر نیاز به اصلاح گمرکات – که در وضعیتی آشفته قرار داشتند – از طریق انتصاب یک مدیر بریتانیایی تأکید کرد. زمانی که شیخ عیسی این اقدام را دخالت در امور داخلی دانست و مقاومت کرد، کرزن به او اطلاع داد که بریتانیا برخواسته‌های خود پافشاری خواهد کرد. شکایات از وضعیت گمرکات بحرین از سال ۱۸۸۵ آغاز شده بود و تا زمان اجرای اصلاحات اداری در دهه ۱۹۲۰، موضوعی رایج در مکاتبات مقامات بریتانیایی باقی ماند. در طول این مدت، شیخ عیسی برای حفظ استقلال مالی خود در برابر کنترل بریتانیا بر گمرکات ایستادگی کرد.
در سال ۱۹۰۴، مقام دستیار بریتانیایی به نماینده سیاسی بریتانیا ارتقا یافت.
در ۲۹ سپتامبر، پیروان علی بن احمد آل خلیفه، برادرزاده شیخ عیسی، کارمندان یک شرکت تجاری آلمانی را مورد حمله قرار دادند و علی شخصاً به تاجر آلمانی حمله کرد. در ۱۴ نوامبر نیز پیروان او به شدت چندین ایرانی را مجروح کردند. نماینده سیاسی از شیخ عیسی خواست که مهاجمان را مجازات و به قربانیان غرامت پرداخت کند، اما شیخ عیسی این درخواست را رد کرد. قربانیان پس از ناکامی در کسب عدالت در بحرین، شکایات خود را به کنسول آلمان در بوشهر و دبیرخانه وزارت امور خارجه ایران ارجاع دادند.
با نگرانی از اینکه این حوادث ممکن است به قدرت‌های خارجی فرصتی برای تضعیف رژیم بریتانیا بدهد، سرگرد پرسی کاکس، نماینده سیاسی موقت خلیج فارس، با ناوگان دریایی به بحرین سفر کرد. شیخ عیسی موافقت کرد که عاملان حمله به شرکت آلمانی را مجازات کند، اما از مجازات حمله‌کنندگان به ایرانیان امتناع ورزید.
پس از مشورت با مقامات عالی‌تر بریتانیایی، کاکس در ۲۳ فوریه ۱۹۰۵ با نمایش قدرت بیشتری به بحرین بازگشت و اولتیماتومی صادر کرد که در ۲۵ فوریه پایان می‌یافت.
او خواستار تبعید علی، پرداخت غرامت به ایرانیان، ممنوعیت کار اجباری برای خارجیان، و پیروی از دستورات نماینده سیاسی بریتانیا شد. کاکس تهدید کرد که در صورت عدم همکاری، شهر منامه را هدف حمله قرار می‌دهد.
شیخ عیسی پس از شلیک چند گلوله هوایی به سمت بندر اصلی منامه، در ۲۶ فوریه با این مطالبات موافقت کرد. با این حال، به‌طور مخفیانه علی را از دستگیری قریب‌الوقوع مطلع کرد. پس از فرار علی، کاکس جانشین شیخ عیسی، یعنی شیخ حمد، را به گروگان گرفت، شیخ عیسی را در حصر خانگی قرار داد و اموال علی را مصادره کرد. او همچنین قاضی سرشناس سنی، جاسم المحزا، را بازداشت کرد. سه روز بعد، کاکس پس از آنکه جمعیت بحرین تحت فرمانبرداری درآمد، از نتایج راضی شد.
سپس شیخ حمد و المحزا آزاد و شیخ عیسی از حصر خانگی رها شد. علی در ژوئیه تسلیم شد و در سپتامبر به بمبئی تبعید گردید.
در ژانویه ۱۹۰۶، کاکس حوزه قضایی نماینده سیاسی بریتانیا را به ایرانیان نیز گسترش داد؛ زمانی که حکمی صادر کرد که طبق آن ایرانی متهم به سرقت از یک کشتی بریتانیایی در بندر بحرین باید تحت محاکمه بریتانیایی قرار گیرد. در آوریل، این حوزه به یهودیان و مسیحیان بومی نیز گسترش یافت، زیرا یهودیان از آزار و اخاذی‌های مالیاتی توسط شیخ عیسی شکایت کرده بودند. طبق گفته یکی از مقامات بریتانیایی، این اختیارات قضایی بر اساس هیچ قانونی مجاز نشده بود.
در ابتدا تأثیرات کامل این اقدامات درک نشد. چون همهخارجی‌ها تحت حوزه قضایی بریتانیا قرار گرفتند، نوعی دوگانگی در قدرت به وجود آمد: یکی به رهبری حاکم بحرین و دیگری تحت نظارت نمایندگی سیاسی بریتانیا. در آن زمان، به دلیل رونق صید مروارید و ثبات نسبی، شمار خارجیان در بحرین رو به افزایش بود.
همچنین تعریف دقیق خارجی مشخص نبود؛ هم شیخ عیسی و هم بریتانیایی‌ها عرب‌های غیر بحرینی و بحرینی‌های بومی را اتباع خود می‌دانستند. انگیزه شیخ عیسی از این رقابت هم سیاسی و هم مالی بود، زیرا ۱۰٪ از کل هزینه‌های قضایی را به عنوان درآمد دریافت می‌کرد. در پاسخ به این تغییرات، شیخ عیسی اصلاحات گمرکی را به تعویق انداخت، زیرا گمرکات را محبوب تجارت بریتانیا می‌دانست.
بریتانیا تلاش کرد از این وضعیت به نفع خود استفاده کند. کاپیتان اف.بی. پرایدکس، نماینده سیاسی جدید بریتانیا، طرح‌هایی برای اصلاحات اداری تدوین کرد. برخلاف سایر مقامات بریتانیایی، او خواستار تغییر در گمرکات یا اختیارات داخلی آل خلیفه نشد. بلکه پیشنهاد داد که اصلاحات بر پایان دادن به ظلم محلی مانند کار اجباری، فساد قضایی و مالی متمرکز شود.
این پیشنهادها اساس فرمان بحرین در سال ۱۹۱۳ را شکل دادند که وضعیت قانونی بریتانیا در بحرین را تثبیت کرد. در ابتدا این طرح‌ها توسط کاکس رد شد و او آن‌ها را زودهنگام دانست. مقامات بریتانیایی تصور می‌کردند که تا سال ۱۹۰۸، شیخ عیسی به دلیل انقضای قراردادهای بازرگانان بانیان مجبور به پذیرش اصلاحات گمرکی می‌شود.
با این حال، در ژانویه ۱۹۰۸، زمانی که شیخ عیسی مقاماتی محلی برای گمرکات منصوب کرد، درآمد گمرکات افزایش یافت.

## فرمان بحرین و جنگ جهانی اول
تا اواخر سال ۱۹۰۷، بریتانیا رسماً بحرین را به عنوان یک تحت‌الحمایه معرفی نکرده بود؛ بلکه صرفاً آن را تحت حمایت خود می‌دانست. وزارت خارجه بریتانیا از به‌کارگیری اصطلاحات صریح دربارهٔ وضعیت بحرین خودداری می‌کرد، گرچه در مکاتبات داخلی از دهه ۱۸۹۰ واژه «تحت‌الحمایه» رایج شده بود.
در ۱۴ نوامبر ۱۹۰۷، دولت هند درخواست صدور «فرمان سلطنتی» (Order in Council) برای بحرین را مطرح کرد. این درخواست عمدتاً به دلیل نیاز به گسترش حوزه قضایی بریتانیا بر اتباع خارجی و همچنین مقابله با افزایش نفوذ تجاری و سیاسی کشورهای دیگر، به ویژه آلمان، صورت گرفت. دولت هند در این درخواست تأکید کرده بود که پیمان سال ۱۸۸۰، عملاً بحرین را به شکلی به وضعیت تحت‌الحمایگی بریتانیا درآورده بود.
در فوریه ۱۹۰۸، وزارت خارجه بریتانیا دربارهٔ امکان اجرای اصلاحات اداری همزمان با تثبیت قضایی سلطه بریتانیا در بحرین بدون تحریک قدرت‌های خارجی تردید داشت. در مارس، کمیته‌ای به ریاست جان مورلی، وزیر امور هند، تشکیل شد. این کمیته در گزارش نهایی خود بحرین را «تحت‌الحمایه ظاهری بریتانیا» توصیف کرد، اما صلاح ندانست که این وضعیت به‌طور علنی اعلام شود. همچنین مقرر شد پیش از صدور فرمان سلطنتی، رضایت کتبی شیخ عیسی دربارهٔ گسترش صلاحیت قضایی بریتانیا اخذ شود.
گزارش در فوریه ۱۹۰۹ تصویب شد و در ماه مه، دولت هند مأمور تهیه پیش‌نویس فرمان شد. رضایت شیخ عیسی در ژوئیه ۱۹۰۹ اخذ گردید، اما به دلایل مختلف، پیش‌نویس فقط در ژوئن ۱۹۱۱ ارائه شد. مذاکرات بیشتر با شیخ عیسی و عثمانی‌ها تصویب فرمان را تا ۱۲ اوت ۱۹۱۳ به تأخیر انداخت.
فرمان بحرین (BOIC) در ۱۵ اوت در روزنامه رسمی لندن منتشر شد. این فرمان، پوشش قانونی برای اعمال صلاحیت قضایی بریتانیا بر اتباع خارجی ایجاد کرد، قدرت‌های حاکم بحرین را محدود کرد و به نماینده سیاسی بریتانیا اختیارات گسترده‌ای حتی بر محاکم مذهبی اعطا کرد. برخی مورخان مانند جان مارلو این وضعیت را معادل تبدیل شدن بحرین به یک مستعمره بریتانیا دانستند.
بر اساس این فرمان، شش دادگاه تشکیل شد: دادگاه عالی (مسلمانان)، دادگاه منطقه‌ای (خارجی‌ها)، دادگاه مشترک (نزاع بحرینی‌ها و خارجی‌ها)، مجلس عرفی (با توافق طرفین دعوا)، دادگاه صدفگیری (اختصاصی امور غواصی مروارید) و دادگاه قاضی شرع. قانون قابل اجرا، قوانین هند بریتانیا با اصلاحاتی بود.
با این حال، به دلیل مذاکرات با عثمانی‌ها و سپس آغاز جنگ جهانی اول، اجرای فرمان به تعویق افتاد و تنها در فوریه ۱۹۱۹ به اجرا گذاشته شد که آغازی برای اصلاحات اداری در بحرین بود.
چند ماه پیش از جنگ، بحرین امتیازات انحصاری نفت را به بریتانیا اعطا کرد. در طول جنگ، بسیاری از بحرینی‌ها از متفقین حمایت نکردند، گرچه با عثمانی‌ها در جنگ بودند. مقامات بریتانیایی علت این بی‌میلی را بی‌توجهی بریتانیا به سرکوب مردم بومی بحرین و تعلیق اصلاحات می‌دانستند. این احساسات ضدبریتانیایی یکی از دلایل تعویق در اجرای فرمان بحرین تا پس از پایان جنگ بود.
با این حال، شیخ عیسی و خانواده‌اش، به ویژه پسر کوچکش شیخ عبدالله، به بریتانیا وفادار ماندند. در سال‌های ۱۹۱۵ و ۱۹۱۹ شیخ عیسی نشان‌های افتخار CIE و KCIE را دریافت کرد و شیخ عبدالله نیز در ۱۹۱۵ مفتخر به دریافت CIE شد.
هرچند اوضاع داخلی بحرین آرام بود، اما شرایط اقتصادی بسیار وخیم شد؛ درآمد گمرکات ۸۰٪ کاهش یافت، ۵۰۰۰ نفر بر اثر طاعون در منامه و محرق جان باختند و بسیاری مهاجرت کردند. بحران غذایی ناشی از ممنوعیت صادرات برنج توسط هند نیز وضعیت را وخیم‌تر کرد. شیخ عیسی در ۱۹۱۷ برای مقابله با این بحران، از بازرگانان قرض گرفت، مالیات گمرکی را افزایش داد و املاک شیعیان را که تنها گروه غیرسنی فاقد حمایت بریتانیا بودند، مصادره کرد.
در این زمان، بریتانیا برای مقابله با تهدیدات خارجی از سوی وهابی‌ها، عثمانی‌ها و ایرانیان، سلطه خود بر بحرین را تحکیم کرد.
پس از جنگ، رسانه‌های ایرانی کارزاری برای توقف سرکوب شیعیان بحرین به راه انداختند. با پایان جنگ و شکست دشمنان بریتانیا، خلیج فارس به یک «دریاچه بریتانیایی» تبدیل شد که سلطه بریتانیا بر منطقه تثبیت گردید. این تغییر موجب شد بریتانیا دخالت بیشتری در امور داخلی بحرین داشته باشد.
در سال ۱۹۳۵ و با آغاز تولید نفت در مقیاس وسیع، پایگاه اصلی دریایی بریتانیا در خلیج فارس به بحرین منتقل شد.
در سال ۱۹۷۰، ایران ادعای حاکمیت بر بحرین و دیگر جزایر خلیج فارس را مطرح کرد. اما دولت بریتانیا ایران را متقاعد کرد که در ازای تأمین سایر خواسته‌های سرزمینی خود، از پیگیری ادعا بر بحرین صرف نظر کند. در همان سال، سازمان ملل متحد گزارش داد که مردم بحرین تقریباً به اتفاق آرا خواهان استقلال کامل هستند. سپس طی یک همه‌پرسی، بحرینی‌ها بر هویت عربی خود و استقلال از بریتانیا تأکید کردند. بحرین رسماً در ۱۵ اوت ۱۹۷۱ استقلال خود را اعلام کرد.

## سکونت متقابل
حدود ۷٬۰۰۰ تبعه بریتانیایی در بحرین مشغول به کار هستند که این کشور را به بزرگ‌ترین جامعه اروپایی مهاجران در بحرین تبدیل کرده است. همچنین بیش از ۲٬۰۰۰ دانشجوی بحرینی در بریتانیا تحصیل می‌کنند.

## تجارت
در سال ۲۰۱۲، ارزش تجارت دوجانبه میان بریتانیا و بحرین به ۸۸۴ میلیون پوند رسید. در میانه سال ۲۰۲۱، گروهی از نمایندگان پارلمان بریتانیا از دولت این کشور خواستند تا تمام کمک‌ها و برنامه‌های پرهزینه و «پنهانی» خود به بحرین را، در پی نگرانی‌ها از نقش احتمالی بریتانیا در نقض حقوق بشر در این کشور، متوقف کند.
در واکنش به سرکوب شدید زندانیان در زندان «جو» بحرین در آوریل همان سال، نمایندگان پارلمان بریتانیا طرحی را مطرح کردند که در آن از دولت خواسته شده بود «ارائه کمک‌های فنی» به نهادهای نظارتی بحرین را به حالت تعلیق درآورد.

## توافق‌ها
در سال ۲۰۰۶، بحرین و بریتانیا توافق‌نامه‌ای در زمینه ترویج و حمایت از سرمایه‌گذاری امضا کردند که هدف آن «ایجاد شرایط مساعد برای افزایش سرمایه‌گذاری اتباع و شرکت‌های یکی از کشورها در قلمرو کشور دیگر» بود.
در تاریخ ۱۳ ژوئن ۲۰۰۷، توافق‌نامه‌ای برای همکاری میان بورس اوراق بهادار بحرین و بورس لندن به امضا رسید.
همچنین در ۱۱ اکتبر ۲۰۱۲، توافق‌نامه همکاری دفاعی میان بحرین و بریتانیا به امضا رسید که هدف آن ارتقاء اشتراک‌گذاری اطلاعات، آموزش، همکاری‌های علمی و فنی، و آموزش‌های مشترک نظامی بود.